# Partido de la Alianza de los Liberales y Demócratas por Europa
El Partido de la Alianza de los Liberales y Demócratas por Europa (ALDE Party en sus siglas en inglés, Alliance of Liberals and Democrats for Europe Party) es un partido político europeo liberal-demócrata  de la Unión Europea (UE).  
Se fundó el 26 de marzo de 1976 en Stuttgart como una confederación de partidos políticos nacionales con el nombre de Federación de Partidos liberales y Demócratas de Europa, renombrado como Liberales y Demócratas Europeos (ELD) en 1977 y como Liberales Demócratas y Reformistas Europeos (ELDR) en 1986. 
El 30 de abril de 2004, el ELDR se constituyó como partido europeo oficial, el Partido Liberal Demócrata y Reformista Europeo (Partido ELDR).
El 10 de noviembre de 2012, el partido eligió su actual nombre como Partido ALDE, tomado de su propio grupo político del Parlamento Europeo, la Alianza de los Demócratas y Liberales por Europa (ALDE), que se había formado el 20 de julio de 2004 en conjunto con el Partido Demócrata Europeo (PDE). 
Dentro de sus corrientes ideológicas internas se encuentra el social liberalismo, el radicalismo, el liberalismo clásico y el federalismo europeo. El Partido ALDE está afiliado a la Internacional Liberal. 
En las elecciones de junio de 2004 obtuvo 88 eurodiputados, que forman parte del grupo de la Alianza de los Demócratas y Liberales por Europa (ALDE). En el Parlamento Europeo ALDE es la tercera fuerza política, solamente por detrás del PPE y del PSE.
En las Elecciones al Parlamento Europeo de 2009 el ELDR obtuvo un total de 71 europarlamentarios, bajada que también experimentó la Coalición demócrata-liberal ALDE a la que pertenece este partido, que obtuvo en total de 84 eurodiputados, bajando sus resultados un 19,2 % respecto a 2004.
ALDE fue la principal alianza de partidos liberales de Europa, englobando más de la mitad de los europarlamentarios (71 sobre 84) de la  Alianza de los Demócratas y Liberales por Europa, fue la tercera fuerza política más fuerte actualmente del Parlamento Europeo, por detrás del Partido Popular Europeo (PPE), con 265 escaños, y del Partido Socialista Europeo (PSE), con 184 escaños. Hoy en día ya no lo es.
Sus juventudes son las Juventud Liberal Europea, además de tener la fundación Foro Liberal Europeo.

## Financiación
Como partido político europeo registrado, el partido tiene derecho a financiación pública europea, que ha recibido ininterrumpidamente desde 2004.
A continuación se muestra la evolución de la financiación pública europea recibida por el partido.
Importe (€)Financiación pública europea de los partidos políticos europeos01.000.0002.000.0003.000.0004.000.0005.000.0006.000.0002004200720102013201620192022Importes máximos de financiación públicaImportes de financiación pública efectivamente recibidos
De acuerdo con el Reglamento sobre los partidos políticos europeos y las fundaciones políticas europeas, el partido también recauda fondos privados para cofinanciar sus actividades. En 2025, los partidos europeos deben recaudar al menos el 10% de sus gastos reembolsables de fuentes privadas, mientras que el resto puede cubrirse con fondos públicos europeos.
A continuación se muestra la evolución de las contribuciones y donaciones recibidas por el partido.
Importe (€)Contribuciones recaudadas por los partidos políticos europeos100.000150.000200.000250.000300.000350.000400.000450.000500.00020042008201220162020ALDE
Importe (€)Donaciones recaudadas por los partidos políticos europeos050.000100.000150.000200.000250.00020042008201220162020ALDE

## Miembros

### Partidos políticos

Países con miembros de pleno derecho (y miembros asociados)
Países con miembros asociados

El Partido de la Alianza de los Liberales y Demócratas por Europa agrupa, entre miembros de pleno derecho y observadores, a un total de 76 partidos de 22 Estados miembro de la Unión Europea y de 13 estados del resto de Europa.
| País                 | Partido                                                | Eurodiputados        | Dip. nacionales |
| -------------------- | ------------------------------------------------------ | -------------------- | --------------- |
| Alemania             | Partido Democrático Liberal (FDP)                      | 5/96                 | 91/733          |
| Andorra              | Liberales de Andorra (LdA)                             | No pertenece a la UE | 0/28            |
| Andorra              | Acción por Andorra (Acció)                             | No pertenece a la UE | 0/28            |
| Armenia              | Congreso Nacional Armenio (ANC)                        | No pertenece a la UE | 0/107           |
| Armenia              | Armenia brillante                                      | No pertenece a la UE | 0/107           |
| Austria              | NEOS – La Nueva Austria (NEOS)                         | 2/20                 | 15/183          |
| Azerbaiyán           | Partido Müsavat (ՀՀՇ)                                  | No pertenece a la UE | 0/125           |
| Bélgica              | Liberales y Demócratas Flamencos (Open VLD)            | 1/22                 | 7/150           |
| Bélgica              | Movimiento Reformador (MR)                             | 3/22                 | 20/150          |
| Bosnia y Herzegovina | Nuestro Partido (NS)                                   | No pertenece a la UE | 2/42            |
| Bulgaria             | Movimiento por los Derechos y Libertades (ДПС/DPS)     | 3/17                 | 36/240          |
| Croacia              | Centro (Centar)                                        | 0/12                 | 2/151           |
| Croacia              | Alianza cívica liberal (GLAS)                          | 0/12                 | 1/151           |
| Croacia              | Asamblea Democrática Istriana (IDS-DDI)                | 0/12                 | 3/151           |
| Croacia              | Partido Popular de Croacia-Liberal Demócratas (HNS-LD) | 0/12                 | 1/151           |
| Croacia              | Partido Social Liberal de Croacia (HSLS)               | 0/12                 | 2/151           |
| Croacia              | Fokus                                                  | 0/12                 | 1/151           |
| Chipre               | Demócratas Unidos (EDI)                                | 0/6                  | 0/56            |
| Chipre               | Frente democrático (DIPA)                              | 0/6                  | 4/56            |
| Dinamarca            | Izquierda-Partido Liberal Danés (V)                    | 2/14                 | 23/179          |
| Dinamarca            | Partido Social Liberal (B)                             | 1/14                 | 7/179           |
| Eslovaquia           | Eslovaquia Progresista                                 | 6/15                 | 32/150          |
| España               | Ciudadanos (Cs)                                        | 0/61                 | 0/350           |
| Estonia              | Partido del Centro (KE)                                | 1/7                  | 16/101          |
| Estonia              | Partido Reformista Estonio (RE)                        | 1/7                  | 37/101          |
| Finlandia            | Partido del Centro (KESK)                              | 2/15                 | 23/200          |
| Finlandia            | Partido Popular Sueco (SFP/RKP)                        | 1/15                 | 10/200          |
| Francia              | Partido Radical (PR)                                   | 0/79                 | 4/577           |
| Francia              | Unión de los Demócratas e Independientes (UDI)         | 1/79                 | 3/577           |
| Georgia              | Nuestra Georgia – Demócratas Libres                    | No pertenece a la UE | 0/150           |
| Georgia              | Partido Republicano de Georgia                         | No pertenece a la UE | 1/150           |
| Georgia              | Lelo por Georgia                                       | No pertenece a la UE | 2/150           |
| Georgia              | Constructor de Estrategia                              | No pertenece a la UE | 2/150           |
| Georgia              | Girchi-Más Libertad                                    | No pertenece a la UE | 0/150           |
| Georgia              | ¡Es la hora! (Droa)                                    | No pertenece a la UE | 0/150           |
| Gibraltar            | Partido Liberal de Gibraltar                           | No pertenece a la UE | 2/17            |
| Hungría              | Movimiento Momentum (Momentum)                         | 0/21                 | 10/199          |
| Hungría              | Partido Liberal Húngaro                                | 0/21                 | 0/199           |
| Irlanda              | Fianna Fáil (FF)                                       | 4/14                 | 36/160          |
| Islandia             | Reforma                                                | No pertenece a la UE | 5/63            |
| Italia               | Equipo K (TK)                                          | 0/76                 | 0/400           |
| Italia               | Radicales Italianos (RI)                               | 0/76                 | 1/400           |
| Italia               | Acción                                                 | 0/76                 | 12/400          |
| Italia               | Más Europa                                             | 0/76                 | 2/400           |
| Italia               | Liberaldemócratas europeos                             | 0/76                 | 0/400           |
| Kosovo               | Alianza por un Nuevo Kosovo                            | No pertenece a la UE | 1/120           |
| Kosovo               | Partido Democrático de Kosovo                          | No pertenece a la UE | 18/120          |
| Letonia              | Por el desarrollo de Letonia (LA)                      | 1/9                  | 0/100           |
| Letonia              | Movimiento ¡Por!                                       | 0/9                  | 0/100           |
| Lituania             | Movimiento Liberal (LRLS)                              | 1/11                 | 13/141          |
| Lituania             | Partido de la libertad                                 | 1/11                 | 10/141          |
| Luxemburgo           | Partido Democrático (DP)                               | 1/6                  | 14/60           |
| Macedonia del Norte  | Partido Liberaldemócrata                               | No pertenece a la UE | 1/120           |
| Moldavia             | Partido Liberal (PL)                                   | No pertenece a la UE | 0/101           |
| Moldavia             | Coalición por la Unidad y el Bienestar                 | No pertenece a la UE | 0/101           |
| Montenegro           | Partido Liberal de Montenegro                          | No pertenece a la UE | 0/81            |
| Noruega              | Venstre-Partido Liberal (V)                            | No pertenece a la UE | 8/169           |
| Países Bajos         | Demócratas 66 (D66)                                    | 3/31                 | 9/150           |
| Países Bajos         | Partido Popular por la Libertad y la Democracia (VVD)  | 4/31                 | 24/150          |
| Polonia              | Moderna                                                | 0/52                 | 8/460           |
| Portugal             | Iniciativa Liberal (IL)                                | 2/21                 | 8/230           |
| Reino Unido          | Liberal Demócratas (Lib Dems)                          | No pertenece a la UE | 72/650          |
| Reino Unido          | Partido de la Alianza de Irlanda del Norte (APNI)      | No pertenece a la UE | 1/650           |
| Rumania              | Unión Salvar Rumanía (USR)                             | 2/33                 | 40/330          |
| Rusia                | Partido Democrático Ruso Yábloko (Я́блоко)              | No pertenece a la UE | 0/450           |
| Rusia                | Partido de la Libertad Popular (РПР-ПАРНАС)            | No pertenece a la UE | 0/450           |
| Serbia               | Movimiento de ciudadanos libres                        | No pertenece a la UE | 3/250           |
| Suecia               | Partido del Centro (C)                                 | 2/21                 | 24/349          |
| Suecia               | Partido Popular Liberal (FP)                           | 1/21                 | 16/349          |
| Suiza                | Partido Liberal Radical Suizo (PLR)                    | No pertenece a la UE | 28/200          |
| Suiza                | Partido Verde Liberal                                  | No pertenece a la UE | 10/200          |
| Ucrania              | Servidor del Pueblo (SN)                               | No pertenece a la UE | 241/450         |
| Ucrania              | Partido Europeo de Ucrania                             | No pertenece a la UE | 0/450           |
| Ucrania              | Voz (partido político)                                 | No pertenece a la UE | 20/450          |
| Ucrania              | Posición Cívica                                        | No pertenece a la UE | 0/450           |
| Ucrania              | Poder de la gente                                      | No pertenece a la UE | 0/450           |

La mayoría pertenecen al grupo parlamentario europeo Renovar Europa.

### Miembros individuales
El partido también cuenta con varios miembros individuales. Durante muchos años, ALDE tuvo el mayor número de miembros individuales de todos los partidos europeos; sin embargo, esta afiliación se interrumpió y en 2024 solo quedaba un miembro individual. Como la mayoría de los demás partidos europeos, no ha tratado de desarrollar una afiliación individual masiva.
A continuación se muestra la evolución de la afiliación individual al partido desde 2019.
Miembros individualesMiembros individuales de los partidos políticos europeos9121518212427201920202021202220232024PPE

## El ALDE en la Unión Europea

### Instituciones europeas
| Organización      | Institución                                                | Representantes |
| ----------------- | ---------------------------------------------------------- | -------------- |
| Unión Europea     | Parlamento Europeo                                         | 49/720         |
| Unión Europea     | Comisión Europea                                           | 5/27           |
| Unión Europea     | Consejo Europeo (jefes de Gobierno)                        | 3/27           |
| Unión Europea     | Consejo de la Unión Europea (participación en el Gobierno) |                |
| Unión Europea     | Comité Europeo de las Regiones                             | 44/329         |
| Consejo de Europa | Asamblea Parlamentaria del Consejo de Europa               | 88/612 (ALDE)  |

### Parlamento Europeo
Los miembros de esta institución europea, también conocida como  Europarlamento, son elegidos democráticamente cada cinco años mediante sufragio universal por los ciudadanos de la Unión Europea, dividiéndose esta a su vez en distritos electorales. 
Para la elección de los cargos que ocuparán el  Europarlamento se convocarán pues elecciones cada cinco años, por lo que para ver la representación del ALDE en esta institución debemos de analizar sus resultados en las Elecciones Europeas.

#### Elecciones europeas 2009
| Circunscripción | Porcentaje |
| --------------- | ---------- |
| Alemania        | 11%        |
| Bélgica         | 23,2%      |
| Bulgaria        | 23%        |
| Dinamarca       | 24,5%      |
| Finlandia       | 25,12%     |
| Eslovaquia      | 4,71%      |
| Eslovenia       | 21,3%      |
| España          | 2,3%       |
| Estonia         | 42%        |
| Hungría         | 2,16%      |
| Italia          | 8%         |
| Irlanda         | 24,1%      |
| Letonia         | 7,49%      |
| Lituania        | 19,11%     |
| Luxemburgo      | 18,6%      |
| Países Bajos    | 22,71%     |
| Reino Unido     | 13,7%      |
| Rumanía         | 14,52%     |
| Suecia          | 19,1%      |
| TOTAL UE        | 11%        |

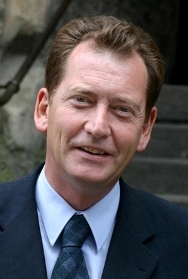
Graham Watson presidente del partido.

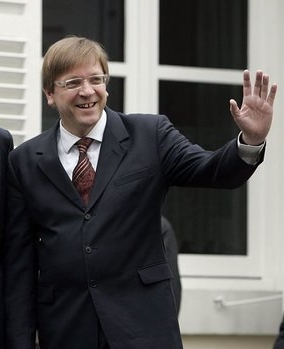
Guy Verhofstadt, portavoz en el Parlamento Europeo.

En el resto de estados (Austria, Chipre, Francia, Grecia, Portugal, Polonia, Malta y República Checa) no se presentó.

#### Elecciones europeas 2014
Los resultados del ALDE en estas elecciones fueron inferiores a los obtenidos en 2009, obteniéndose en cada país el número de europarlamentarios ya mencionados en la tabla superior: Miembros del ALDE.
Mencionar además que la Alianza de los Demócratas y Liberales por Europa a la que pertenece este partido europeo obtuvo un total de 70 escaños, situándose como la cuarta fuerza política europea.
A continuación se presenta una tabla detallada de los resultados electorales del ALDE en estas elecciones por país.
| País                                             | Partido                                      | Europarlamentarios |
| Alemania                                         | Partido Demócrata Liberal                    | 3/96               |
| Austria                                          | NEOS                                         | 1/18               |
| Bélgica                                          | Liberales y Demócratas Flamencos             | 3/21               |
| Movimiento Reformador                            | 3/21                                         |                    |
| Bulgaria                                         | Movimiento por los Derechos y Libertades     | 4/17               |
| Dinamarca                                        | Partido Liberal Danés                        | 2/13               |
| Partido Social Liberal Danés                     | 1/13                                         |                    |
| Eslovaquia                                       | Libertad y Solidaridad                       | 1/13               |
| España                                           | Partido Demócrata Europeo Catalán (PDeCAT)   | 1/54               |
| Estonia                                          | Partido del Centro                           | 1/6                |
| Partido Reformista Estonio                       | 2/6                                          |                    |
| Finlandia                                        | Partido Centrista de Finlandia               | 3/13               |
| Partido Popular Sueco                            | 1/13                                         |                    |
| Irlanda                                          | Fianna Fáil                                  | 1/11               |
| Lituania                                         | Nueva Unión (Liberalismo Social)             | 1/11               |
| Movimiento Liberal de la República de Lituania   | 2/11                                         |                    |
| Luxemburgo                                       | Partido Democrático                          | 1/6                |
| Países Bajos                                     | Demócratas 66                                | 4/26               |
| Partido Popular de la Libertad y la Democracia   | 3/26                                         |                    |
| Reino Unido                                      | Partido Liberal Demócrata (Reino Unido)      | 1/73               |
| Rumania                                          | Partido Nacional Liberal                     | 6/32               |
| Suecia                                           | Partido del Centro                           | 1/20               |
| Partido Popular Liberal                          | 2/20                                         |                    |
| Unión Europea                                    | Representación en el Europarlamento          | Europarlamentarios |
| Unión Europea                                    | Partido Europeo Liberal Demócrata Reformista | 57/751             |
| Alianza de los Demócratas y Liberales por Europa | 67/751                                       |                    |

### Comisión Europea

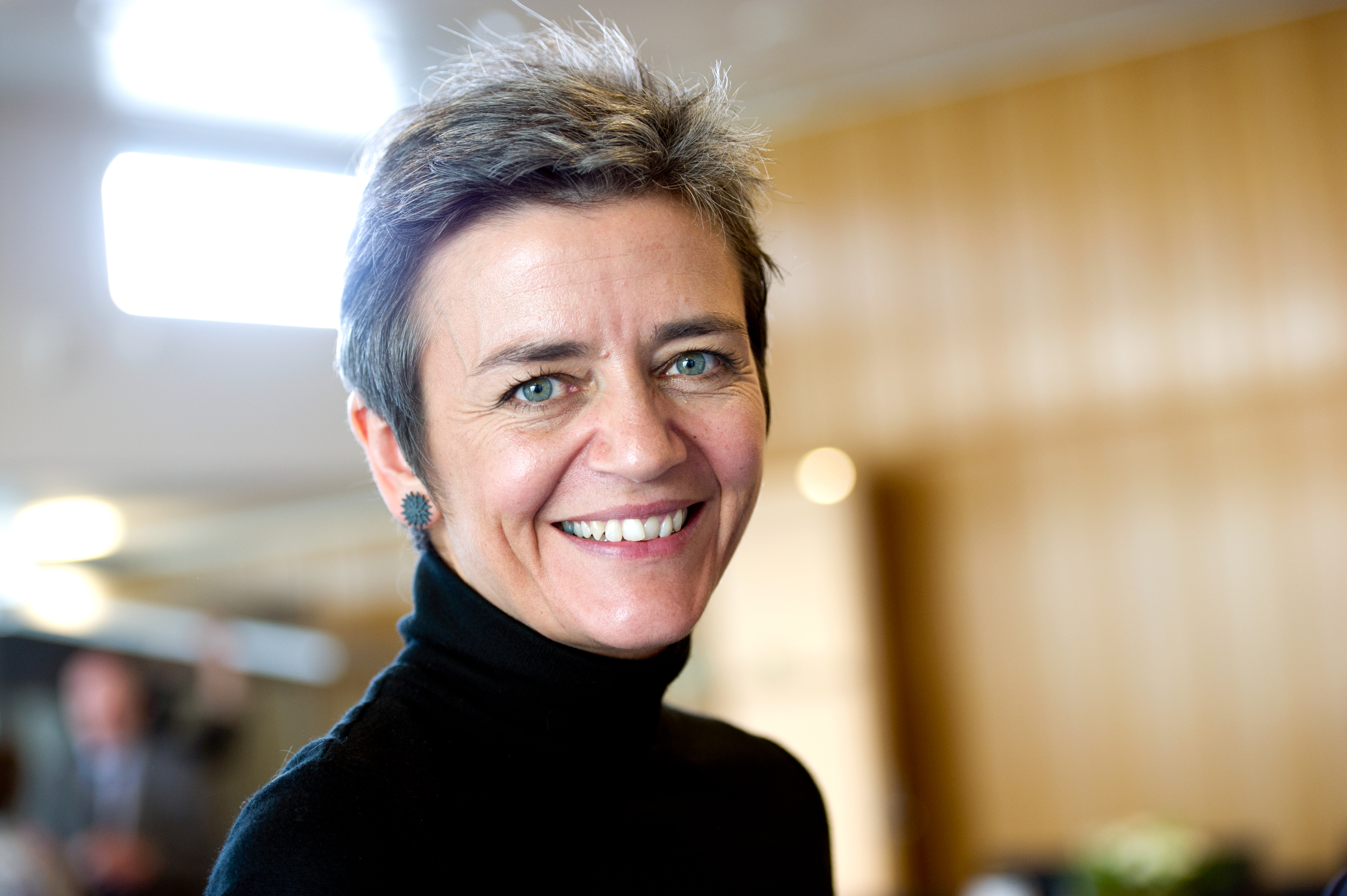
Margrethe Vestager, comisaria europea de la Competencia.

Cuando hablamos de la formación de la Comisión Europea nos referimos al conjunto de comisarios que han sido nombrados con el fin de vigilar el cumplimiento del derecho, leyes y acuerdos de la Unión Europea en todos los Estados miembros. Mencionar además que es esta institución la ostentadora del poder legislativo de la unión.
De esta manera podemos observar cómo, de los 28 Comisarios de la Unión Europea, cargos que podríamos equipar a los ministros en las democracias nacionales, actualmente 5 pertenecen al ALDE.
Los cinco Comisarios pertenecientes al ALDE son:
- Andrus Ansip (Partido Reformista Estonio) estonio, Vicepresidente y Comisario europeo de Mercado Digital Único;
- Margrethe Vestager (Partido Radical de Izquierda), danesa comisaria europea de la Competencia;
- Violeta Bulc (Partido de Miro Cerar) eslovena, Vicepresidenta y Comisario europeo de Unión Energética;
- Věra Jourová (ANO 2011), checa comisaria europea de Justicia, consumidores e Igualdad de Género;
- Cecilia Malmström (Partido Popular Liberal) sueca, comisario europeo de Comercio

### Consejo Europeo
En esta Institución se hallan representados los líderes de los partidos que ostentan el Gobierno de sus respectivos países.
ALDE también dispone de miembros en esta institución europea, pues actualmente 3 de los 28 países de la Unión Europea están gobernados por partidos pertenecientes a ALDE, que son:
- Estonia: Kristen Michal, miembro del Partido Reformista Estonio y primer ministro.
- Irlanda : Micheál Martin, líder del Fianna Fáil y primer ministro.
- Eslovenia: Robert Golob, líder del Movimiento Libertad y primer ministro

### Consejo de la Unión Europea
En esta institución se hallan los miembros de los partidos que forman parte del gobierno en sus respectivos países, ya sea de manera individual o mediante la participación en una coalición.
La representación del ALDE en el Consejo de la Unión Europea es la siguiente:

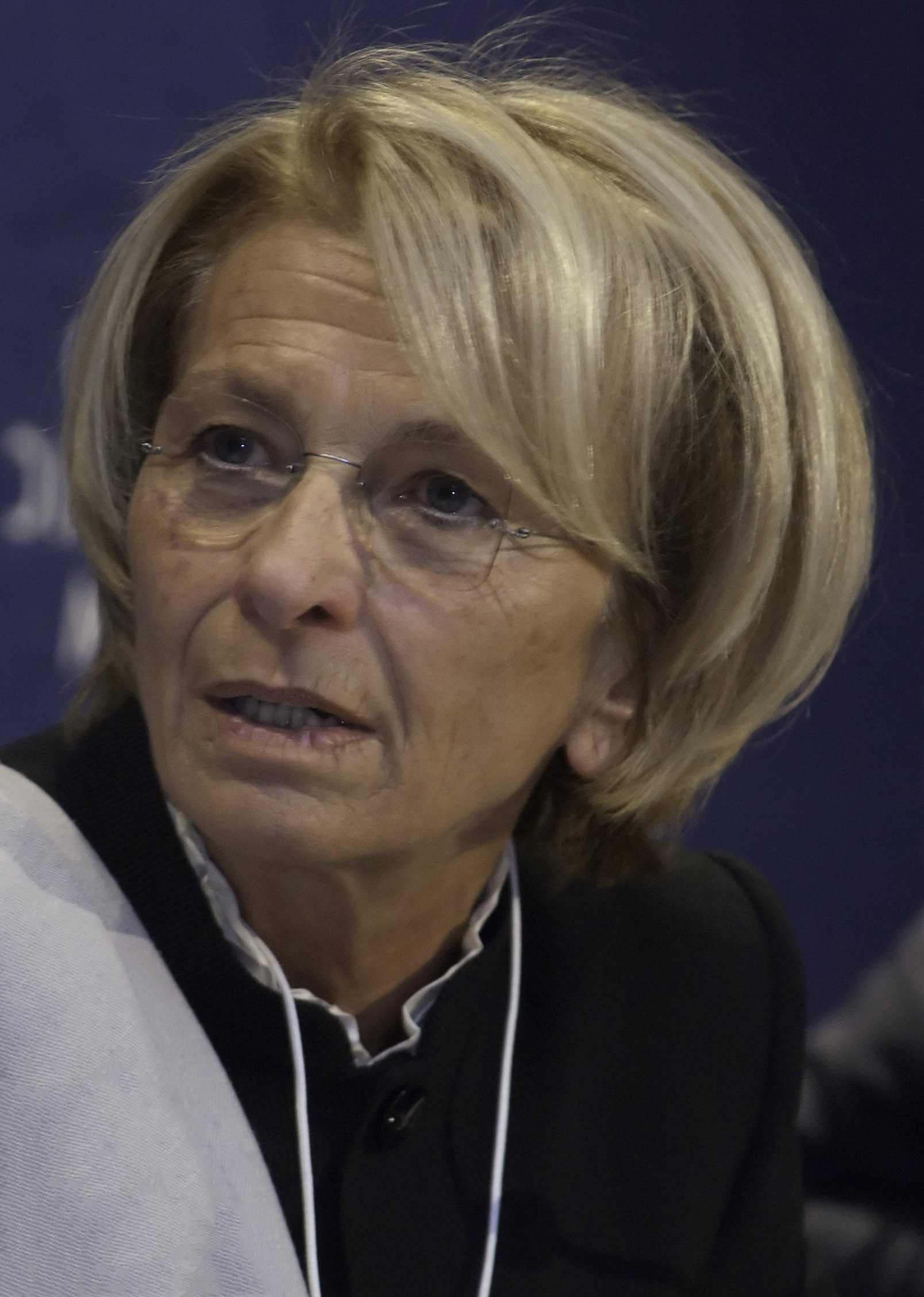
Emma Bonino ministra de exteriores italiana.

- Bélgica: Liberales y Demócratas Flamencos y Movimiento Reformador, el primero en la oposición y el segundo en el gobierno.
- Bulgaria: Movimiento por los Derechos y Libertades, como miembro de la coalición gobernante liderada por el GERB (Partido Popular Europeo).
- Croacia: Partido Popular Croata-Liberal Demócratas y Asamblea Democrática de Istria, como miembros de la coalición gobernante liderada por el Partido Socialdemócrata de Croacia (Partido Socialista Europeo).
- Dinamarca: Partido Social Liberal Danés, como miembro de la coalición gobernante liderada por el Partido Socialdemócrata Danés (Partido Socialista Europeo)
- Estonia: Partido Reformista Estonio, donde lidera la coalición gobernante
- Finlandia: Partido Popular Sueco, como miembro de la coalición gobernante liderada por el Coalición Nacional (Partido Popular Europeo)
- Italia: Radicales Italianos, como miembro de la coalición gobernante liderada por el Partido Democrático (Alianza Progresista de Socialistas y Demócratas).
- Irlanda: Fianna Fáil, donde lideran la coalición gobernante
- Lituania: Partido del Trabajo, como miembro de la coalición gobernante liderada por Partido Socialdemócrata Lituano (Partido Socialista Europeo)
- Luxemburgo Partido Democrático, donde lidera la coalición gobernante.
- Países Bajos: Partido Popular de la Libertad y la Democracia, donde lidera la coalición gobernante.
- Rumania: Partido Liberal Reformista, como miembro de la coalición gobernante liderada por el Partido Socialdemócrata (Partido Socialista Europeo).
- Reino Unido: Liberal Demócratas, como miembro de la coalición gobernante liderada por el Partido Conservador (Conservadores y Reformistas Europeos)
- Eslovenia: Partido de Miro Cerar, donde lidera la coalición gobernante.

Podemos observar de esta manera que de los 28 países de la UE, 14 tienen en su gobierno y en el Consejo de la Unión Europea miembros de ALDE.